# Villarrodrigo
Villarrodrigo – gmina w Hiszpanii, w prowincji Jaén, w Andaluzji, o powierzchni 78,5 km². W 2011 roku gmina liczyła 462 mieszkańców.